# Ель-Біляль Туре
Ель-Біляль Туре (фр. El Bilal Touré; нар. 3 жовтня 2001) — малійський футболіст, нападник італійської «Аталанти» і збірної Малі.
На правах оренди грає в німецькому «Штутгарті».

## Клубна кар'єра
Тренувався у футбольній академії «Івуар Академі» і Кот-д'Івуарі, а згодом в академії «Афрік Футбол» з Малі.
У січні 2020 року підписав професійний контракт із французьким клубом «Реймс», розрахований на п'ять років. 1 лютого 2020 року Туре дебютував в основному складі «Реймса» у французькій Лізі 1 проти «Анже», забивши з пенальті перший гол своєї команди в цій грі, яка завершилася перемогою «Реймса» з рахунком 4:1. 16 лютого забив єдиний гол у матчі проти « Ренна», знову з пенальті. 7 березня забив свій третій гол за «Реймс» у матчі проти «Бреста».
Сезон 2022/23 відіграв в Іспанії за «Альмерію», до якої приєднався за 8 мільйонів євро.
А влітку 2023 року малієць перебрався до італійської «Аталанти», якій його трансфер обійшовся вже у 28 мільйонів євро.
23 серпня 2024 року Туре перейшов до німецького «Штутгарта» на правах оренди до кінця сезону.

## Кар'єра у збірній
У 2019 році у складі збірної Малі до 20 років Туре виграв молодіжний Кубок африканських націй. На турнірі Ель-Біляль був основним гравцем, зігравши у 5 іграх, і за підсумками турніру був включений до символічної збірної.
9 жовтня 2020 дебютував за головну збірну Малі в товариському матчі проти збірної Гани, відзначившись забитим м'ячем.
Згодом у складі збірної був учасником Кубка африканських націй 2021 року в Камеруні, де зіграв у двох матчах, а його команда вилетіла на стадії 1/8 фіналу.

## Статистика виступів

### Статистика клубних виступів
Станом на 7 липня 2023
| Сезон             | Команда           | Чемпіонат         | Чемпіонат | Чемпіонат | Національний кубок | Національний кубок | Національний кубок | Континентальні кубки | Континентальні кубки | Континентальні кубки | Інші змагання | Інші змагання | Інші змагання | Усього | Усього | Усього |
| Сезон             | Команда           | Ліга              | Ігор      | Голів     | Ліга               | Ігор               | Голів              | Ліга                 | Ігор                 | Голів                | Ліга          | Ігор          | Голів         | Ігор   | Голів  |        |
| ----------------- | ----------------- | ----------------- | --------- | --------- | ------------------ | ------------------ | ------------------ | -------------------- | -------------------- | -------------------- | ------------- | ------------- | ------------- | ------ | ------ | ------ |
| січ.-черв. 2020   | «Реймс II»        | АЧФ               | 2         | 2         |                    | -                  | -                  |                      | -                    | -                    |               | -             | -             | 2      | 2      |        |
| січ.-черв.2020    | «Реймс»           | Л1                | 7         | 3         | КФ+КЛ              | 0                  | 0                  |                      | -                    | -                    |               | -             | -             | 7      | 3      |        |
| 2020–21           | «Реймс»           | Л1                | 33        | 4         | КФ                 | 1                  | 0                  | ЛЄ                   | 2                    | 0                    |               | -             | -             | 36     | 4      |        |
| 2021–22           | «Реймс»           | Л1                | 21        | 2         | КФ                 | 1                  | 0                  | -                    | -                    | -                    |               | -             | -             | 22     | 2      |        |
| серп. 2022        | «Реймс»           | Л1                | 3         | 0         | КФ                 | -                  | -                  | -                    | -                    | -                    |               | -             | -             | 3      | 0      |        |
| Усього за «Реймс» | Усього за «Реймс» | Усього за «Реймс» | 64        | 9         |                    | 2                  | 0                  |                      | 2                    | 0                    |               | -             | -             | 68     | 9      |        |
| серп. 2022–23     | «Альмерія»        | ПД                | 21        | 7         | КІ                 | 1                  | 0                  | -                    | -                    | -                    | -             | -             | -             | 22     | 7      |        |
| Усього за кар'єру | Усього за кар'єру | Усього за кар'єру | 75        | 18        |                    | 3                  | 0                  |                      | 2                    | 0                    |               | -             | -             | 80     | 18     |        |

### Статистика виступів за збірну
Станом на 7 липня 2023
| Дата       | Місто        | Господарі       | Результат               | Гості                | Турнір                                     | Голи | Примітки |
| ---------- | ------------ | --------------- | ----------------------- | -------------------- | ------------------------------------------ | ---- | -------- |
| 9-10-2020  | Манавгат     | Малі            | 3 – 0                   | Гана                 | товариський матч                           | 1    |          |
| 13-11-2020 | Бамако       | Малі            | 1 – 0                   | Намібія              | Відбір до Кубка африканських націй 2021    | 1    |          |
| 17-11-2020 | Віндгук      | Намібія         | 1 – 2                   | Малі                 | Відбір до Кубка африканських націй 2021    | -    |          |
| 6-6-2021   | Бліда        | Алжир           | 1 – 0                   | Малі                 | товариський матч                           | -    |          |
| 15-6-2021  | Радес        | Туніс           | 1 – 0                   | Малі                 | товариський матч                           | -    | 22', 32' |
| 7-10-2021  | Агадір       | Малі            | 5 – 0                   | Кенія                | Відбір до ЧС 2022                          | -    | 62'      |
| 10-10-2021 | Найробі      | Кенія           | 0 – 1                   | Малі                 | Відбір до ЧС 2022                          | -    | 69'      |
| 11-11-2021 | Кігалі       | Руанда          | 0 – 3                   | Малі                 | Відбір до ЧС 2022                          | -    | 61'      |
| 14-11-2021 | Агадір       | Малі            | 1 – 0                   | Уганда               | Відбір до ЧС 2022                          | -    |          |
| 12-1-2022  | Лімбе        | Туніс           | 0 – 1                   | Малі                 | Кубок африканських націй 2021 - 1-й етап   | -    | 81' 87'  |
| 26-1-2022  | Лімбе        | Малі            | 0 – 0 д.ч. (5 – 6 п.п.) | Екваторіальна Гвінея | Кубок африканських націй 2021 - 1/8 фіналу | -    | 84'      |
| 4-6-2022   | Бамако       | Малі            | 4 – 0                   | Республіка Конго     | Відбір до Кубка африканських націй 2023    | 2    | 81'      |
| 9-6-2022   | Кампала      | Південний Судан | 1 – 3                   | Малі                 | Відбір до Кубка африканських націй 2023    | -    | 90'      |
| 23-9-2022  | Бамако       | Малі            | 1 – 0                   | Замбія               | товариський матч                           | 1    |          |
| 16-11-2022 | Бір-ель-Джір | Алжир           | 1 – 1                   | Малі                 | товариський матч                           | -    |          |
| Усього     |              | Матчів          | 15                      |                      | Голів                                      | 5    |          |

## Досягнення
- Переможець Ліги Європи УЄФА (1):

«Аталанта»: 2023–24
- Володар Кубка Німеччини (1):

«Штутгарт»: 2024–25
Збірні
- Чемпіон молодіжного Кубка африканських націй до 20 років: 2019